# Frederick Anderson (rugby à XIII)
Pour les articles homonymes, voir Frederick Anderson et Anderson.
Pas d'image ? Cliquez ici

a Compétitions nationales et continentales officielles uniquement.

Frederick Anderson, né le 22 mai 1933 au Sutherland et mort le 28 mars 2012 à Illawong, est un joueur de rugby à XIII australien évoluant au poste de talonneur. Bien que né en Australie, il est invité à prendre part à la tournée de l'Afrique du Sud en 1963 pour aider cette sélection dans ses premiers pas en XIII et y dispute des matchs amicaux.

## Palmarès
- Collectif :
  - Vainqueur du Championnat de Nouvelle-Galles du Sud : 1967 (South Sydney).
  - Finaliste du Championnat de Nouvelle-Galles du Sud : 1965 (South Sydney).